# Junius Brutus Stearns
Junius Brutus Stearns (nascido Lucius Sawyer Stearns, 2 de junho de 1810 - 17 de setembro de 1885) foi um pintor americano mais conhecido pela sua série de cinco partes Washington Series (1847–1856).
Ele foi membro da Academia Nacional de Design por várias décadas e integrante de seu conselho.
Ele nasceu Lucius Sawyer Stearns em Arlington, Vermont. Ele nomeou dois filhos em sua homenagem, um chamado Lucius Stearns e o outro Junius Brutus Stearns, Jr. Stearns Jr. serviu na Guerra Civil no 44º Regimento. JB Stearns também serviu na Guerra Civil, no 12º Regimento de Nova York. Ele também teve outros dois filhos, Raphael e Michaelangelo, e uma filha, Edith Sylvia.
Sua pintura The Millennium foi apresentada como credencial para sua admissão como membro da Academia Nacional de Design.

## Morte
Ele morreu em 17 de setembro de 1885, no Brooklyn, Nova York, em um acidente de carroça após retornar de uma noite no teatro. Ele tinha 75 anos e foi enterrado no Cemitério de Cypress Hills em Brooklyn.

## Pinturas

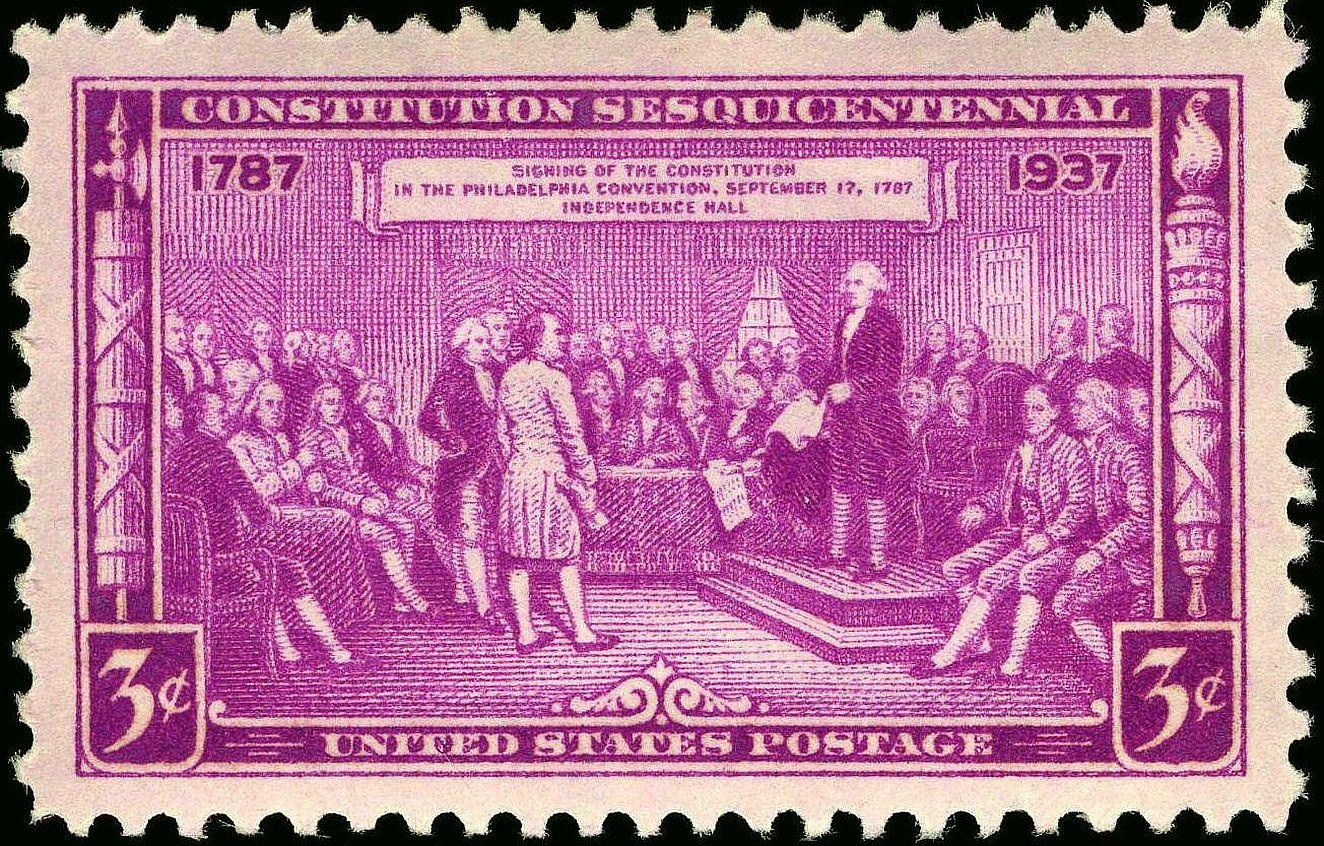
150º aniversário da assinatura, gravura baseada na pintura de Stearns

Stearns é mais famoso por sua série sobre George Washington. Dentre elas, sua pintura Washington as a Statesman, retrata o Presidente Washington discursando na Convenção Constitucional; ela foi o tema de um selo postal dos Estados Unidos em 1937.
Stearns também pintou uma segunda série de Washington na qual retratou negros livres. Não se sabe muito sobre essa série ou as intenções do artista ao retratar negros dessa forma na véspera da Guerra Civil, embora tenha havido suposições por Mack et al.
A pintura de Stearns, Hannah Duston Killing the Indians (1847) retrata o ato de Hannah Duston matando os índios que a capturaram e assassinaram sua filha recém-nascida em 1697. Na pintura, Stearns, por razões desconhecidas, retrata Samuel Lennardson (companheiro de cativeiro de Duston) como mulher. As seis crianças indígenas que Duston matou são omitidas. Uma segunda pintura, mostrando o marido de Hannah fugindo com seus filhos, foi perdida.